# 菅原孝標女

菅原孝標女の銅像（千葉県市原市、 五井駅前）

菅原孝標女（すがわらの たかすえの むすめ、寛弘5年（1008年） - 康平2年（1059年）以降？）は、平安時代の貴族の女性。本名は伝わっていない。
10歳頃から50歳頃までの人生を回想した『更級日記』の作者。更級日記御物本奥書から、『浜松中納言物語』『夜半の寝覚』の作者ではないかとも言われる。

## 概要
父は菅原道真の玄孫で上総国・常陸国の受領を務めた菅原孝標。母は藤原倫寧の娘。母の異母姉（伯母）は『蜻蛉日記』の作者である藤原道綱母。継母は、後に「上総大輔」と呼ばれる歌人。兄・定義、甥・在良は学者である。
彼女は寛弘5年（1008年）に出生。寛仁4年（1020年）、上総国における父の上総介としての任期が終了したので一家で帰国（上京）し、3ヶ月ほどの旅程を経てようやく京へと入った。帰国するころ彼女は13歳で、『更級日記』は上総国に居る頃から始まっている。当時、物語に対する熱が冷めず、翌年に上京した伯母から『源氏物語』五十余巻などを貰い、昼夜を問わず読み耽った。夢に僧が出てきて（女人成仏が説かれている）「法華経・第五巻を早く習え」と言うが、心にも掛けず物語を読みふけったことを、後年『更級日記』の中で、「まづ　いとはかなく　あさまし」と批評している。万寿元年（1024年）には姉が二女を残して亡くなり、なお物語に耽読した。しかし、この頃から「信心せよ」との啓示を夢に見るようになる。
祐子内親王に仕え、長久元年（1040年）頃、橘俊通と結婚。寛徳2年（1045年）に一男（仲俊）と二女をもうけたが、俊通は康平元年（1058年）に死去し、子供達も独立して彼女は孤独になった。このあたりで『更級日記』は終わっている。
JR内房線・小湊鉄道の五井駅東口前（千葉県市原市）に銅像がある。当時の上総国の国府は、市原市にあったと考えられているためである。笠をかぶり虹の上を歩く銅像は、父や姉、継母とともに上総国から京の都へと上京する数え年13歳の菅原孝標女の姿をモチーフにしている。五井駅から国分寺台まで延びる道路は「更級通り」と称されている。また、市原市には更級という地区がある。

## 作品
- 更級日記

歌人としては、勅撰和歌集に14首はいっている。
- 夜半の寝覚か
- 浜松中納言物語か

## 関連作品
漫画
- 蛇蔵・海野凪子『日本人なら知っておきたい日本文学』（幻冬舎、2011年)

テレビドラマ
- 『光る君へ』（2024年、NHK大河ドラマ、演：吉柳咲良） - 役名はちぐさとなっている。